# Hár (cràter)
Hár, és un cràter d'impacte en un satèl·lit de Júpiter, anomenat Cal·listo, el tercer més gran del sistema solar. És un dels molts noms d'Odin, el déu suprem segons la mitologia nòrdica. Aquest cràter té una petita cúpula central, bastant comuna en els cràters de la seva grandària.
És a 358º de latitud E, i a 3.30º de longitud S, i posseeix un relativament petit diàmetre de tan sols 50 km.